# Friedrich Traugott Wahlen

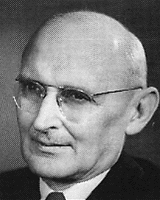
Friedrich Traugott Wahlen

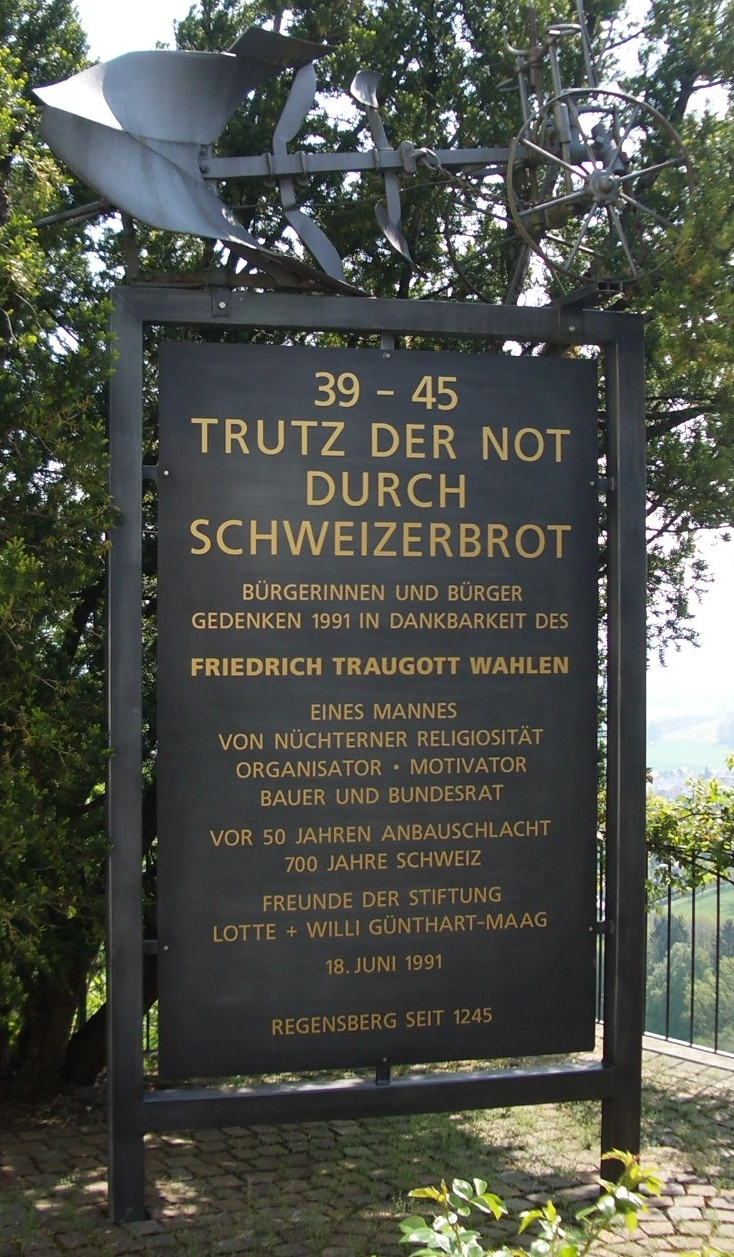
Eine Gedenktafel zur Erinnerung an die «Anbauschlacht» im Zweiten Weltkrieg in Regensberg im Kanton Zürich: «Trutz der Not durch Schweizerbrot»

Friedrich Traugott Wahlen (* 10. April 1899 in Gmeis (heute zu Mirchel); † 7. November 1985 in Bern, von Trimstein und Bern) war ein Schweizer Professor für Landwirtschaft an der ETH Zürich, Politiker (BGB) und Bundesrat.
Er plante bereits in den 1930er Jahren die Selbstversorgung der Schweiz mit Grundnahrungsmitteln. Während des Zweiten Weltkrieges wurde die «Anbauschlacht» (nach ihm auch als «Plan Wahlen» bezeichnet) von ihm mit viel persönlichem Engagement geführt. Dabei wurden sogar die Grünanlagen in Städten zur Anpflanzung von Kartoffeln, Zuckerrüben und Getreide genutzt, so dass der Selbstversorgungsgrad von 52 % (1939) auf 72 % (1945) gesteigert werden konnte.

## Leben

### Werdegang
Nach dem Studium der Agronomie an der ETH Zürich, die er mit einer Dissertation über Leguminosen abschloss, zog er ins Ausland. Nach Deutschland, Holland und England lebte er in den Jahren 1922–1929 in Kanada. Dort heiratete er Helene Rosalie Hopf aus Thun. 1929 kehrte er nach Zürich zurück und wurde Leiter des Eidgenössischen landwirtschaftlichen Versuchslabors. Wahlen arbeitete nun mit Nachdruck daran, den seiner Meinung nach gegenüber der Viehzucht vernachlässigten Getreideanbau wieder zu fördern.
Er war Chefredaktor des Landwirtschaftsblatts «die grüne» von 1936 bis 1941 und organisierte einen entsprechenden Pavillon an der Landi 1939. Mit seinem Vortrag am 15. November 1940, kurz nachdem die Schweiz von den Achsenmächten eingekreist worden war, startete er seinen lange vorbereiteten und auf einem grossen Kataster aufbauenden Anbauplan. Die Rede wurde quasi als landwirtschaftlicher Rütli-Rapport aufgefasst und Wahlen damit zum Vater der Anbauschlacht. 
In die Politik stieg er allerdings erst 1942 wirklich ein, als er sich für die Bauern-, Gewerbe- und Bürgerpartei (BGB) in den Ständerat wählen liess. Dieses Amt hatte er bis 1949. Von 1943 bis 1949 war er Professor für Pflanzenbau an der ETH Zürich. 1949 wurde er als Direktor der Abteilung für Landwirtschaft an die FAO berufen. Er verbrachte in dieser Stellung erneut zehn Jahre im Ausland, zunächst in Washington und dann in Rom. Von 1958 bis 1959 hatte er die Funktion des stellvertretenden Generaldirektors der FAO inne.

### Bundesrat
Wahlen wurde am 11. Dezember 1958 als Vertreter des Kantons Bern in den Bundesrat gewählt, vorwiegend durch die Stimmen der Sozialdemokraten und der eigenen rechtskonservativen Partei. Sein schärfster Gegenkandidat in der Wahl war Rudolf Gnägi, der später sein Nachfolger werden sollte. 
Am 31. Dezember 1965 trat Wahlen zurück. Während seiner Amtszeit stand er folgenden Departementen vor:
- 1959: Justiz- und Polizeidepartement[2]
- 1959: Post- und Eisenbahndepartement ad interim, wegen der Erkrankung von Giuseppe Lepori
- 1960–1961: Volkswirtschaftsdepartement[2]
- 1962–1965: Politisches Departement (Aussendepartement)[2]

Die spätere Bekanntheit von Wahlen basierte allerdings weniger auf seiner Arbeit im Bundesrat als mehr auf seinen Aktivitäten vor und nach dieser Zeit. Einige wesentliche Entscheide fielen dennoch in seine Amtszeit, wobei sich sein Einfluss darauf allerdings nicht direkt beurteilen lässt. Auf dem internationalen Parkett setzte sich Wahlen für eine Vollmitgliedschaft beim Europarat ein, diese wurde 1963 verwirklicht. Er war auch an der Vermittlerrolle der Schweiz in der UNO (in der sie zu jener Zeit noch nicht Mitglied war) interessiert. Im Jahr 1962 zeichnete sein Departement für die Beilegung des Algerienkrieges zwischen Frankreich und der damaligen Kolonie Französisch-Algerien verantwortlich (→ Geschichte Algeriens). Zudem erreichte Wahlen die Bewilligung bedeutender Kredite für die Entwicklungshilfe, zunächst für die kriegsgeschädigten Nachbarländer, dann auch für die damals so bezeichnete «Dritte Welt». 
Indem er sich 1963 für den Beitritt der Schweiz zum Moskauer Abkommen zum Verzicht auf Atomwaffen einsetzte, sorgte er dafür, dass der Schweiz der Zugang zur friedlichen Nutzung der Atomtechnologie offen blieb. Während und nach dem Krieg waren im Schweizer Kernwaffenprogramm verschiedene Anstrengungen unternommen worden, selber eine Atombombe zu bauen (→ Atommacht). 
Am Ende der Amtszeit nahm der Protestant Wahlen deutlich gegen die in der Verfassung verankerten konfessionellen Ausnahmeartikel Stellung, die aus der Zeit des Sonderbundskrieges stammten und die Religionsfreiheit besonders der Katholiken einschränkten sowie die Beziehungen zum Ausland belasteten. 
Wahlen war 1961 Bundespräsident und 1960 Vizepräsident. Sein Nachlass wird im Schweizerischen Bundesarchiv in Bern und im Archiv für Zeitgeschichte an der ETH in Zürich aufbewahrt.

### Nach dem Rücktritt
Nach seinem Rücktritt Ende 1965 engagierte sich Wahlen als sogenannter «Altbundesrat» weiterhin in der Politik und beteiligte sich aktiv an mehreren Abstimmungskämpfen, darunter für die Einführung des Frauenstimmrechts 1971 sowie für die Aufhebung der konfessionellen Ausnahmeartikel 1973. Angebote zum Wechsel in die Privatwirtschaft lehnte er ab. Mehrmals vertrat er den Bundesrat im Ausland, so 1971 bei der 2500-Jahr-Feier der Iranischen Monarchie. Wahlen wirkte im sogenannten «Rat der vier Weisen» mit, der eine einvernehmliche Lösung der Jurafrage finden sollte.

## Ehrungen
- 1946: Ehrendoktor der Medizinischen Fakultät der Universität Zürich
- Mehrere weitere Ehrendoktortitel
- 1943 Marcel-Benoist-Preis
- 1982 Albert-Einstein-Medaille
- 1962 Ehrenbürgerrecht der Stadt Bern

## Schriften
- Unsere Landwirtschaft in der Kriegszeit. Die Aufgaben unserer Landwirtschaft in der Landesversorgung der Kriegszeit. Vortrag, gehalten in der Gesellschaft Schweizerischer Landwirte in Zürich am 15. November 1940 von Dr. F.T. Wahlen, Chef der Sektion für landw. Produktion und Hauswirtschaft im Eidg. Kriegsernährungsamt. Benteli, Bern, 1940.
- Das Schweizerische Anbauwerk 1940–1945. Neujahrsblatt der Naturforschenden Gesellschaft, Zürich 1946